# Georg Fisslthaler
Georg Fisslthaler (* 1. April 1786 in St. Florian bei Uttendorf; † 14. November 1845 in Wels) war zunächst Gerichtsbediensteter in Mattighofen und Obernberg am Inn und später Verwalter der gräflichen Güter von Aurolzmünster im oberösterreichischen Innviertel. Er schrieb zwischen Januar 1809 und Februar 1810 ein Tagebuch, in welchem unter anderem die Truppenbewegungen der österreichischen und der französischen Armee um die Stadt Mattighofen zu dieser Zeit beschrieben wurden.

## Leben

### Familie
Fisslthaler kam 1786 als Sohn von Michael Fisslthaler zur Welt, dem Müller und Besitzer der Erlmühle von St. Florian bei Uttendorf (Bezirk Braunau, Oberösterreich). Er war das jüngste von sechs Kindern. Der Vater verkaufte die Mühle im Jahr 1802 und übersiedelte als Bäckermeister nach Mattighofen.
Der Bruder Michael übersiedelte als Müller nach Salzburg und begründete dort eine Müller-Dynastie, die bis zum Ersten Weltkrieg bestand.
Im November 1811 heiratete Georg Fisslthaler Elisabeth von Poth, die Tochter des Postmeisters von Altheim, Josef Ignaz von Poth. Der gemeinsame Sohn Joseph wurde später Postmeister von Schrems in Niederösterreich, und war seinerseits der Vater von Karl Fisslthaler, Abgeordneter zum niederösterreichischen Landtag und Reichsratsabgeordneter. Eine Tochter von Georg und Elisabeth Fisslthaler heiratete den Ritter Carl Grimus von Grimburg.
Nach dem Tod der Gattin Elisabeth heiratete Georg Fisslthaler im Jahr 1826 Barbara Raab. Die gemeinsame Tochter Barbara Theresia heiratete 1848 Moriz Ritter von Eigner, den späteren Landeshauptmann von Oberösterreich.
Nach dem Tod der zweiten Gattin heiratete Georg Fisslthaler im Jahr 1828 Franziska Köppl, die jedoch bereits ein Jahr später im Kindbett starb.
Georg Fisslthaler wurde wegen zunehmender Demenz im Mai 1845 pensioniert und starb noch im November 1845 unter ärztlicher Obhut in Wels.

### Beruf
Georg Fisslthaler erhielt eine schulische Ausbildung in Salzburg. Im Januar 1808 kam er zunächst als Praktikant an das Landgericht Mattighofen. Im Februar 1810 wurde er zum Zweiten Kanzleischreiber befördert.
Noch während des Jahres 1810 nahm er eine Stelle am Landgericht Obernberg am Inn an.
Ab 1822 kam Fisslthaler in die Dienste der Grafen von Taufkirchen. Er hatte die Stelle des Pflegers und Bräuamtsverwalters von Aurolzmünster inne. Diese Stelle konnte er auch behalten, als im Jahre 1830 das Schloss Aurolzmünster an den bayrischen Grafen Maximilian von und zu Arco-Valley abgetreten werden musste.
Im Mai 1845 wurde Fisslthaler krankheitshalber pensioniert.

## Tagebuch
Georg Fisslthaler führte von Anfang Januar 1809 bis Ende Februar 1810 ein Tagebuch. Zu einem kleineren Teil handelt es sich um Eintragungen persönlicher Natur, der größere Teil des Inhalts bezieht sich dagegen auf Ereignisse in und um Mattighofen. In Mattighofen und Umgebung wurden Anfang 1809 österreichische Truppen konzentriert, um gegen die napoleonische Armee vorzugehen. Nach der Schlacht bei Eggmühl marschierten jedoch die siegreichen Franzosen in Österreich ein. Fisslthaler war aufgrund seiner Stellung am Landgericht Mattighofen für die Unterbringung der jeweiligen Truppenteile mitverantwortlich. In seinem Tagebuch finden sich daher viele Details der Truppenbewegungen zuerst der österreichischen, dann der französischen Armee.